# Срничек, Павел
Па́вел Срни́чек (чеш. Pavel Srniček; 10 марта 1968, Острава — 29 декабря 2015, там же) — чехословацкий и чешский футболист, вратарь; серебряный призёр чемпионата Европы 1996 года в составе сборной Чехии.

## Карьера

### Клубная
Воспитанник футбольных школ команд «Баник» из Остравы и «Дуклы» из Праги. Свой первый сезон он провёл в команде «Баник», отыграв там 30 игр. Был замечен скаутами из клуба «Ньюкасл Юнайтед» и подписал с «сороками» профессиональный контракт. В составе английской команды отыграл до 1998 года, сохраняя своё место в воротах неприкосновенным, несмотря на конкуренцию со стороны тринидадца Шаки Хислопа.
В 1998 году Шей Гивен, подписавший контракт с «Ньюкаслом», вытеснил Срничека из основного состава. Павел вынужден был покинуть клуб и вернуться временно в Чехию, а затем отправился играть в разных клубах. В их числе были «Шеффилд Уэнсдей», «Брешиа», «Козенца», «Портсмут», «Вест Хэм» и «Бейра-Мар».
Только в сезоне 2006/07 вернулся в «Ньюкасл», где и завершил свою карьеру. Контракт он подписал в сентябре 2006 года ввиду того, что основной голкипер Шей Гивен получил травму живота. 23 декабря 2006 года он провёл матч в составе «сорок» против «Тоттенхэма», выйдя на замену на 87-й минуте вместо Гивена. Срничека встречали под рёв трибун, а его команда выиграла со счётом 3:1, причём все голы были забиты ещё в первом тайме. По окончании сезона Павел объявил о завершении карьеры игрока.

### В сборной
С 1994 по 2001 годы Павел играл за сборную Чехии. Участвовал в чемпионатах Европы 1996 и 2000, а также в Кубке конфедераций 1997. На Евро-1996 не сыграл ни одного матча, но стал серебряным призёром первенства. В квалификации к тому чемпионату провёл три встречи. На Евро-2000 сыграл все три игры, но ничем не помог сборной. Последний матч провёл 14 ноября 2001 года против Бельгии, в котором Чехия проиграла 1:0 (по сумме двух встреч потерпела поражение в стыковых матчах УЕФА за право участия в чемпионате мира 2002).

### Тренерская
После завершения игровой карьеры Павел Срничек открыл в Чехии свою молодёжную школу вратарей. Также он поддерживал деятельность ряда благотворительных организаций.
4 января 2012 года пражская «Спарта» приняла на работу Павла Срничека на должность тренера вратарей.

## Смерть
21 декабря 2015 года Павел, выйдя на пробежку, потерял сознание в результате остановки сердца. Со слов его агента Стива Рэйта, вратарь находился в состоянии искусственной комы в университетской больнице Остравы. 29 декабря футболист скончался: по некоторым данным, из-за начавшихся необратимых изменений в головном мозге его попросту отключили от аппарата поддержки жизнеобеспечения.

## Достижения
- Обладатель Суперкубка Митропы: 1989

## Личная жизнь
Мать Павла — француженка по национальности. Был женат, отец двоих детей.